# Florian Stelzle
Florian Stelzle (* 13. Januar 1978) ist ein deutscher Laufsportler und war von 1994 bis 2010 im Triathlon aktiv, davon von 2008 bis 2010 als Profi. Er wird in der Bestenliste deutscher Triathleten auf der Ironman-Distanz geführt.

## Werdegang
1995 begann Florian Stelzle in der Triathlon-Abteilung des TV Landau mit Triathlon. 2002 war Stelzle für den SC Delphin Ingolstadt, 2003 für das Team Baier Landshut in der Triathlon-Bundesliga gestartet. 2004 bis 2005 startete Stelzle für das Team Baier Landshut in der 2. Triathlon-Bundesliga. 2005 wurde er in Landau an der Isar als Stadtsportler des Jahres geehrt.
2007 erreichte Florian Stelzle in 8:34:24 h das Ziel beim Challenge Roth. 2008 startete Stelzle erstmals mit einer Profi-Lizenz der Deutschen Triathlon Union (DTU). Einen geplanter Start beim Ironman Austria sagte Stelzle wegen einer Lendenwirbelfraktur ab.
Am 11. Oktober 2015 gewann Stelzle in 2:29:57 h den München-Marathon und wurde bayerischer Meister.
Florian Stelzle war als Lehrer an der Ursulinen-Realschule in Landshut tätig.

## Sportliche Erfolge
| Datum/Jahr    | Rang | Wettbewerb                | Austragungsort    | Zeit     | Bemerkung                                                                        |
| ------------- | ---- | ------------------------- | ----------------- | -------- | -------------------------------------------------------------------------------- |
| 1. Aug. 2010  | 7    | Ironman Regensburg        | Regensburg        | 08:48:55 |                                                                                  |
| 15. Juni 2008 | 2    | Steinberger See Triathlon | Steinberg         | 01:55:16 | Bayerische Meisterschaft, olympische Distanz, hinter Wolfgang Teschner           |
| 24. Mai 2008  | 10   | Ironman 70.3 Austria      | St. Pölten        | 04:02:56 | [ 4 ]                                                                            |
| 19. Aug. 2007 | 6    | Ironman 70.3 Germany      | Wiesbaden         | 04:17:17 | Ironman 70.3 European Championship                                               |
| 21. Juli 2007 | 6    | Allgäu Triathlon          | Immenstadt        | 04:20:25 | Deutsche Meisterschaft Mitteldistanz                                             |
| 24. Juni 2007 | 13   | Challenge Roth            | Roth              | 08:34:24 | Deutsche Meisterschaft Langdistanz                                               |
| 6. Mai 2007   | 2    | München Duathlon          | Krailling         | 01:48:26 | Bayerische Meisterschaft Duathlon (9,7 km Laufen, 40 km Radfahren, 10 km Laufen) |
| 21. Okt. 2006 | DSQ  | Ironman Hawaii            | Hawaii            | –        | disqualifiziert                                                                  |
| 23. Juli 2006 | 10   | Ironman Germany           | Frankfurt am Main | 08:52:12 | Ironman European Championship                                                    |
| 15. Okt. 2005 | 118  | Ironman Hawaii            | Hawaii            | 09:25:13 | [ 8 ]                                                                            |
| 5. Juli 2005  | 38   | Ironman Austria           | Klagenfurt        | 09:12:30 | 4. M25                                                                           |
| 26. Juli 2003 | 66   | ETU European Cup          | Schliersee        | 02:16:18 | Wettkampf der Triathlon-Bundesliga im Rahmen des Alpen-Triathlon                 |
| 21. Juli 2002 | 61   | ETU European Cup          | Hannover          | 01:49:10 |                                                                                  |
| 16. Juni 2002 | 65   | ETU European Cup          | Frankfurt am Main | 01:50:13 |                                                                                  |

| Datum/Jahr    | Rang | Wettbewerb               | Austragungsort | Zeit     | Bemerkung                                            |
| ------------- | ---- | ------------------------ | -------------- | -------- | ---------------------------------------------------- |
| 25. Sep. 2016 | 45   | Berlin-Marathon          | Berlin         | 02:24:39 | fünftbester Deutscher; persönliche Marathon-Bestzeit |
| 12. Okt. 2015 | 1    | München-Marathon         | München        | 02:29:57 | [ 9 ]                                                |
| 12. Okt. 2015 | 15   | Donau Marathon           | Linz           | 02:34:15 |                                                      |
| 19. Sep. 2015 | 1    | Halbmarathon Dingolfing  | Dingolfing     | 01:09:52 |                                                      |
| 21. Juni 2015 | 23   | Zugspitz Ultratrail      | Grainau        | 02:18.30 | Basetrail 25,1 km, 1.595 Höhenmeter                  |
| 28. Sep. 2014 | 3    | Stadtlauf Erding         | Erding         | 00:32:23 | Bayerische Meisterschaft 10 km                       |
| 20. Sep. 2014 | 1    | Halbmarathon Dingolfing  | Dingolfing     | 01:11:15 |                                                      |
| 4. Mai 2014   | 6    | Salzburg-Marathon        | Salzburg       | 02:30:34 |                                                      |
| 18. Aug. 2013 | 2    | Allgäu Panorama Marathon | Sonthofen      | 03:20:43 | 42,2 km, 1.500 Höhenmeter                            |
| 22. Juni 2013 | 3    | Zugspitz Ultratrail      | Grainau        | 03:40:56 | Basetrail 39,3 km, 1.896 Höhenmeter                  |
| 23. Juni 2012 | 3    | Zugspitz Ultratrail      | Grainau        | 07:39:00 | Supertrail 62,8 km, 2.923 Höhenmeter                 |
| 23. Juni 2011 | 3    | Zugspitz Ultratrail      | Grainau        | 07:39:39 | Supertrail 62,8 km, 2.923 Höhenmeter                 |
| 28. Okt. 2007 | 43   | Frankfurt-Marathon       | Frankfurt      | 02:31:54 |                                                      |
| 23. Sep. 2006 | 1    | Halbmarathon Dingolfing  | Dingolfing     | 01:11:57 |                                                      |
| 10. Okt. 2004 | 54   | München-Marathon         | München        | 02:45:51 |                                                      |

(DNF – Did Not Finish; DSQ – Disqualifiziert)